# 麥恪悌
麥恪悌（英語：Joan McCarthy，1929年6月29日—1996年11月7日），主顧修女會修女，至臺灣臺南縣玉井鄉創辦德蘭啟智中心，奉獻智能障礙兒童教育。

## 生平
麥恪悌原在美國從事一般兒童教育長達十九年，取得特殊教育碩士後，轉入啟智教育界服務，後她聽說臺灣啟智機構極少，乃1983年至臺灣服務。她先是在彰化、台中學習台語，此期間不定期的前往彰化啟智中心協助，後又轉往高雄教導從事特殊教育的教師。
1988年，在台南瑞復益智中心服務的甘惠忠以玉井鄉的天主教聖德蘭診所停辦醫療，邀請麥恪悌來該地創辦德蘭啟智中心，招收對象以重度肢體殘障和智能不足兒童為主，該年3月創立。來此服務的成員，為從美國至臺灣的郝欣平等主顧修女會修女。一開始，只有兩名院童，院方全部下鄉為這些留在家的智能不足兒童奔走請命，改變家長觀念。初期師資和經費不足，舉凡餵飯、換尿片等瑣事，都由麥恪悌一手來包辦，即使到後來，學童已增加到十一班五十六人，教師也有十七人，她除總理行政工作之外，還是常來到障童身邊，噓寒問暖。
後麥恪悌罹患肝癌，原先圓胖的身體消瘦，體力大減，因此1996年決定返美國就醫。該年6月20日離開臺灣時，先是獲得省長宋楚瑜頒贈衛生福利專業獎章，接著縣長陳唐山及縣教育局頒獎表揚，德蘭啟智中心師生也提前慶祝她6月29日滿六十七歲生日。
1996年11月7日上午9點10分，麥恪悌在美國病逝。美國時間9日上午11點舉行追思彌撒後，安葬在印地安那州教會墓園，德蘭啟智中心特別快遞一封追悼文陪其長眠。原主任職務由賴寶珍修女接任。